# Titularbistum Philippopolis in Arabia
Philippopolis in Arabia (ital.: Filippopoli di Arabia) ist ein Titularbistum der römisch-katholischen Kirche.
Es geht zurück auf einen untergegangenen Bischofssitz in der gleichnamigen antiken Stadt (heute Schahba), die in der römischen Provinz Arabia Petraea (im heutigen Jordanien) lag. Das Bistum war als Suffraganbistum der Kirchenprovinz Bostra zugeordnet.
| Titularbischöfe von Philippopolis in Arabia |                                                      | |                   |                 |
| Nr.                                         | Name                                                 | Amt | von               | bis             |
| 1                                           | Henri de Villars Titularerzbischof pro hac vice      | Koadjutorerzbischof von Vienne (Königreich Frankreich)                                                                                   | 1655              | 27. Mai 1663    |
| 2                                           | Troiano Acquaviva d’Aragona                          | | 18. April 1729    | 14. August 1730 |
| 3                                           | Giovanni Battista Giampè                             | | 19. Dezember 1740 | 10. Mai 1764    |
| 4                                           | Félix-Clair Ridel MEP                                | Apostolischer Vikar von Korea (Königreich Korea)                                                                                         | 27. April 1869    | 20. Juni 1884   |
| 5                                           | Giuseppe Tomaso de Mazzarasa                         | | 27. März 1885     |                 |
| 6                                           | George Gauthier                                      | 28. Juni 1912–18. Oktober 1921 Weihbischof in Montréal, 18. Oktober 1921–5. April 1923 Apostolischer Administrator von Montréal (Kanada) | 28. Juni 1912     | 5. April 1923   |
| 7                                           | Ignacy Maria Dubowski Titularerzbischof pro hac vice | Altbischof von Lutsk oder Zhytomir (Polnische Republik/Generalgouvernement/Ukrainische Sozialistische Sowjetrepublik)                    | 1. Juni 1925      | 10. März 1953   |
| 8                                           | Antonio Ravagli                                      | 4. Juli 1955–1959 Koadjutorbischof in Larino, 1959 – 30. August 1960 Koadjutorbischof in Modigliana (Italien)                            | 4. Juli 1955      | 30. August 1960 |
| 9                                           | Giovanni Umberto Colombo                             | Weihbischof in Mailand (Italien) | 25. Oktober 1960  | 10. August 1963 |